# Plesianthidium volkmanni
Plesianthidium volkmanni is een vliesvleugelig insect uit de familie van de Megachilidae. De wetenschappelijke naam van de soort is voor het eerst geldig gepubliceerd in 1909 door Heinrich Friese.